# Thibault (Vorname)
Thibault ist ein männlicher Vorname. Er ist die französische Form des Namens Theobald. Als Varianten gibt es die Schreibweisen Thibaud und Thibaut.

## Namensträger
(alle Schreibweisen)
- Thibaut Bourgeois (* 1990), französischer Fußballspieler
- Thibaud Briet (* 1999), französischer Handballspieler
- Thibaud Chapelle (* 1977), französischer Leichtgewichts-Ruderer
- Thibault Colard (* 1992), französischer Leichtgewichts-Ruderer
- Thibaut Collet (* 1999), französischer Leichtathlet (Stabhochsprung)
- Thibault Corbaz (* 1994), Schweizer Fußballspieler
- Thibaut Courtois (* 1992), belgischer Fußballtorwart
- Thibault Damour (* 1951), französischer theoretischer Physiker (Allgemeine Relativitätstheorie, Astrophysik)
- Thibault Falk (* 1972), französischer Jazzmusiker
- Thibaut Fauconnet (* 1985), französischer Eisschnellläufer
- Thibaut Favrot (* 1994), französischer Skirennläufer
- Thibaud Gaudin († 1292), vorletzter Großmeister des Templerordens
- Thibault Giresse (* 1981), französischer Fußballspieler
- Thibaut De Marre (* 1998), belgischer Skilangläufer
- Thibaut Monnet (* 1982), Schweizer Eishockeyspieler
- Thibault de Montalembert (* 1962), französischer Theater-, Film- und Fernsehschauspieler
- Thibault Moulin (* 1990), französischer Fußballspieler
- Thibaut Pinot (* 1990), französischer Radrennfahrer
- Thibault Rossard (* 1993), französischer Volleyballspieler
- Thibault Tricole (* 1989), französischer Dartspieler
- Thibault Verny (* 1965), französischer Geistlicher, Erzbischof von Chambéry
- Thibault Vlietinck (* 1997), belgischer Fußballspieler